# Halomonadaceae
Le Halomonadaceae sono una famiglia di batteri appartenente ai Proteobacteria.

## Metabolismo
Molti batteri Halomonas sono noti per essere in grado di tollerare elevati livelli di arsenico nel loro substrato di crescita, e sono per questo motivo classificati come batteri estremofili.
Una recentissima scoperta  del Geomicrobiologo Felisa Wolfe-Simon e collaboratori ha isolato e analizzato un ceppo di Halomonas, GFAJ-1, in grado di avere un metabolismo particolarissimo.
Può infatti non solo crescere agevolmente in presenza di arsenico, ma è anche in grado di incorporarne circa il 10% nel suo DNA sostituendola al fosforo. È stato isolato dai detriti delle rive del Lago Mono presso lo Yosemite National Park, in California. Il lago è ipersalino, altamente alcalino e ha una delle più elevate concentrazioni di arsenico naturale in tutto il mondo.
Un'altra specie, l'Halomonas titanicae, scoperta nel 2010 nei pressi del relitto della nave affondata Titanic, è in grado di degradare e riciclare in modo efficiente il ferro;  per tal motivo si ritiene di utilizzare questi batteri per la demolizione di manufatti metallici affondati in mare, come navi o piattaforme petrolifere.